# مری بیل
مری بیل (née کرادوک) (۱۶۳۳–۱۶۹۹) نقاش پرتره اهل انگلیس بود. او یکی از اعضای گروه کوچک هنرمندان زن حرفه‌ای در لندن بود. بیل به‌عنوان تأمین‌کننده اصلی مالی خانواده‌اش از طریق آثار حرفه‌ای خود درآمد کسب کرد – حرفه‌ای که از سال ۱۶۷۰/۷۱ تا دهه ۱۶۹۰ ادامه داشت. بیل همچنین نویسنده بود و نثر او مباحثه‌ای دربارهٔ دوستی در سال ۱۶۶۶، دیدگاه علمی و منحصر به فردی از این موضوع ارائه می‌دهد. دست‌نویس او از سال ۱۶۶۳ تحت عنوان مشاهده‌ها دربارهٔ مواد و تکنیک‌های به‌کار رفته در «نقاشی هلوها» که چاپ نشده است، نخستین متن آموزشی شناخته شده به زبان انگلیسی است که توسط یک نقاش زن نوشته شده است. او ابتدا به‌عنوان یک «هنرمند با فضیلت» در «رنگ‌های روغنی» توسط سر ویلیام سندرسون در کتابش گرافیک: یا استفاده از قلم و مداد؛ در هنر عالی نقاشی در سال ۱۶۵۸ ستایش شد. پس از مرگ بیل، آثار او توسط نقاش دربار پیتر لیلی و نویسنده کتاب «مقاله‌ای دربارهٔ یک مدرسه انگلیسی» که به معرفی برجسته‌ترین هنرمندان هم‌دوره او پرداخته است، ستایش شد.

## زندگی

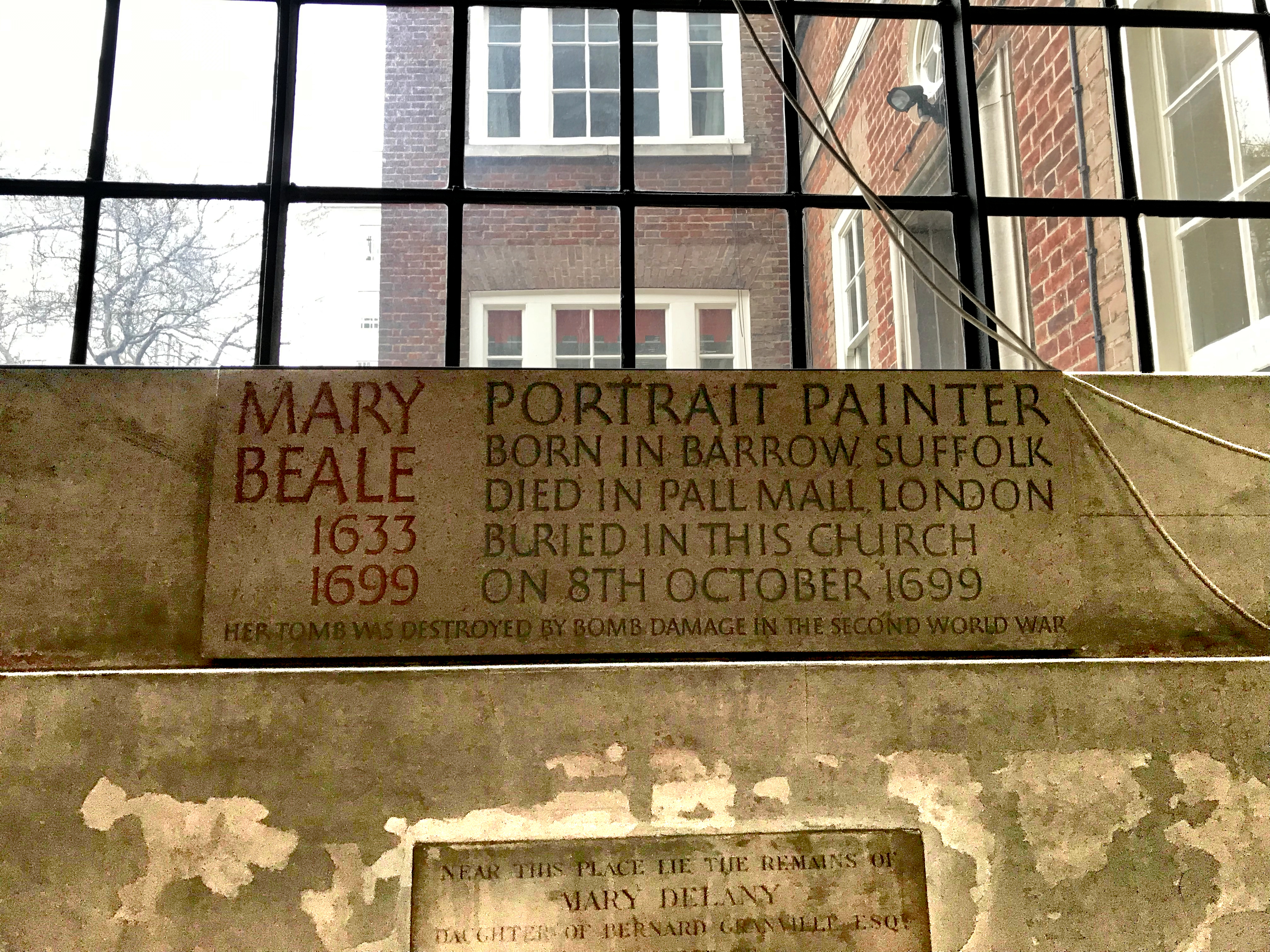
یادبود مری بیل در کلیسای سنت جیمز، پیکادلی

مری بیل در دیر بارو، سافولک در اواخر ماه مارس ۱۶۳۳ به دنیا آمد. او در ۲۶ مارس توسط پدرش جان کرادوک در کلیسای «تمام قدیسان» در روستا غسل تعمید شد. مادر او دوروتی برانتون/برینتون بود. به‌علاوه پدرش که کشیش بود، یک نقاش آماتور نیز بود که ممکن است به مری در یادگیری نقاشی کمک کرده باشد. در حالی که در بارو بزرگ می‌شد، مری در نزدیکی بری سنت ادموندز زندگی می‌کرد. گروهی از نقاشان در بری سنت ادموندز فعالیت می‌کردند که شامل پیتر لیلی و متیو اسنلینگ بودند و ممکن است مری در دوران جوانی خود با آنها ملاقات کرده باشد. در ۲۳ اوت ۱۶۴۳، دوروتی کرادوک پسری به نام جان به دنیا آورد. دوروتی پس از تولد جان درگذشت و مری در سن ده سالگی مادر خود را از دست داد. در زمان جنگ‌های داخلی انگلستان، جان کرادوک، والتر کرادوک، یکی از اقوام دور خود را به‌عنوان سرپرست فرزندانش جان و مری منصوب کرد.
مری کرادوک با چارلز بیل (۱۶۳۲–۱۷۰۵) از والتون، میلتون کینز در شمال باکینگهام‌شایر آشنا شد. مری و چارلز در ۸ مارس ۱۶۵۲ زمانی که او هجده سال داشت، ازدواج کردند. پدر مری، جان کرادوک، در آن زمان به‌شدت بیمار بود و چند روز پس از ازدواج مری درگذشت. این زوج به کاونت گاردن (لندن) و سپس به خیابان فلیت نقل مکان کردند. چارلز بیل در آن زمان یک کارمند خدمت مدنی بود که در سال ۱۶۶۰ به‌عنوان معاون منشی دفتر پتنت‌ها جایگزین پدرش شد. با رشد موفقیت‌های مری به‌گونه‌ای که می‌توانست خانواده را تأمین کند، او به مدیر استودیوی او تبدیل شد. در برخی مواقع، چارلز در هیئت تخته سبز کار می‌کرد و رنگ‌دانه‌ها را مخلوط می‌کرد. در حدود ۱۶۶۰–۱۶۶۴ خانواده به آلبروک (اکنون آل‌برک)، آتربورن، همپشر نقل مکان کردند تا از طاعون فرار کنند. در طول ازدواجشان، مری و چارلز به‌عنوان شریک تجاری و برابر با یکدیگر کار می‌کردند که در آن زمان امری نادر بود. در ۱۸ اکتبر ۱۶۵۴، نخستین پسر چارلز و مری، بارثولومیو، دفن شد. اطلاعات بیشتری دربارهٔ پسر نخست آنها در دست نیست. دومین پسرشان در ۱۴ فوریه ۱۶۵۵/۶ غسل تعمید شد و همچنین بارثولومیو نام‌گذاری شد. سومین پسرشان چارلز در ۱۶۶۰ به دنیا آمد.
مری بیل در اوایل اکتبر ۱۶۹۹ در سن شصت و شش سالگی درگذشت. اطلاعات کمی از مرگ او وجود دارد، جز اینکه در خانه‌ای در پال مال، لندن درگذشت و در زیر میز مراسم مقدس کلیسای سنت جیمز، پیکدیلی به خاک سپرده شد. قبر او در طول جنگ جهانی دوم توسط بمب‌های دشمن ویران شد، اما یک یادبود برای او در کلیسا وجود دارد.

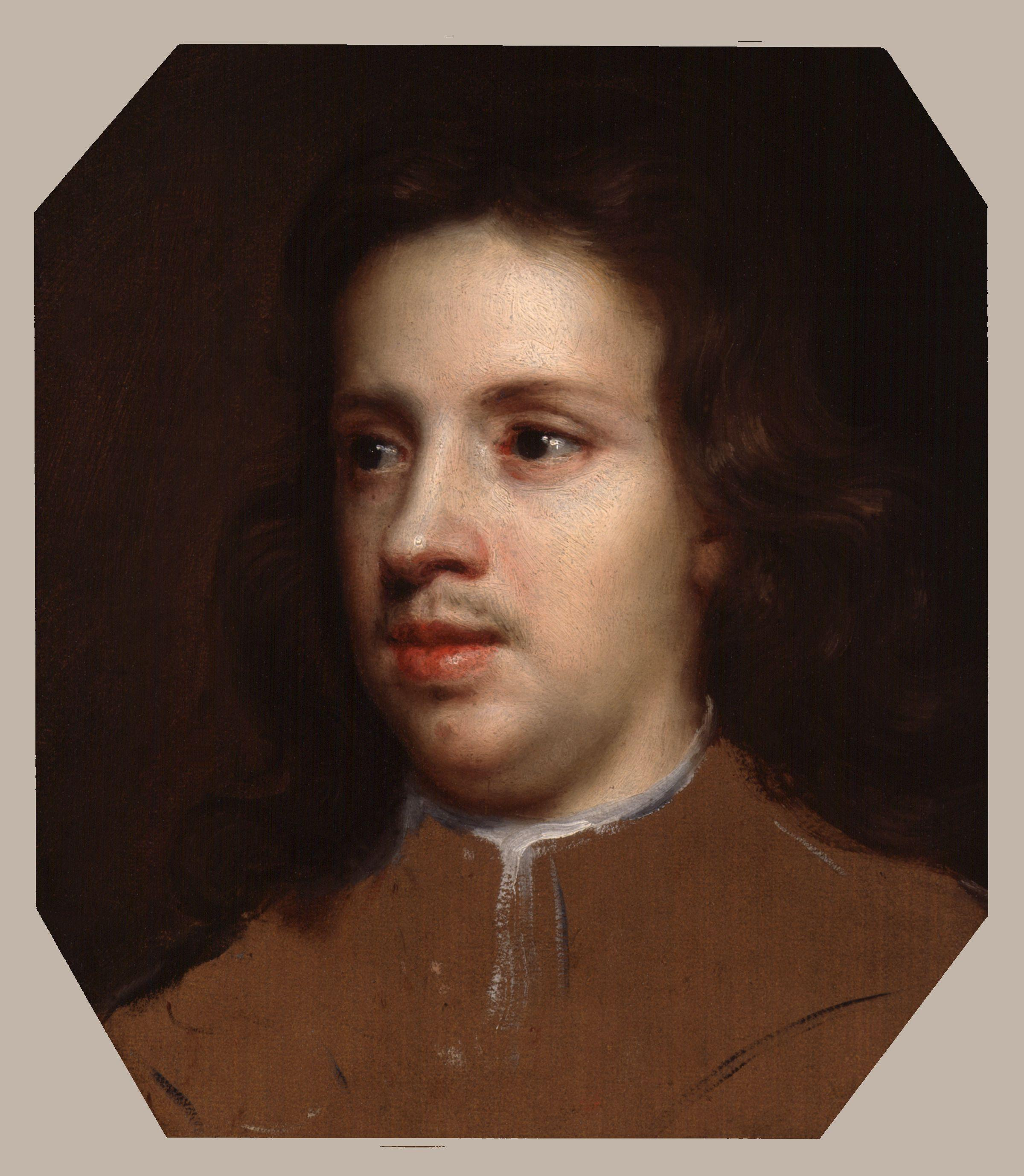
پرتره‌ای از شوهرش، نقاش چارلز بیل مسن‌تر، توسط مری بیل

## حرفه و تحصیلات
رایج‌ترین روش یادگیری نقاشی در آن زمان، کپی کردن آثار بزرگ و شاهکارهایی بود که در دسترس بودند. مری بیل ترجیح می‌داد با رنگ روغن و آبرنگ نقاشی کند. هرگاه که طراحی می‌کرد، از مداد شمعی استفاده می‌کرد. پیتر للی، که جانشین آنتونی ون دایک به عنوان نقاش دربار بود، توجه زیادی به پیشرفت‌های مری بیل به عنوان یک هنرمند داشت، به ویژه که او با تقلید از برخی آثار او به تمرین نقاشی می‌پرداخت. مری بیل کار خود را با نقاشی هدایایی برای افرادی که می‌شناخت آغاز کرد و در ازای آن‌ها هدایا یا خدمات کوچکی دریافت می‌کرد. چارلز بیل به دقت تمام کارهای هنری مری را ثبت می‌کرد. او یادداشت‌هایی در مورد نحوه نقاشی او، معاملات تجاری که انجام می‌شد، افرادی که به دیدن او می‌آمدند و ستایشی که دریافت می‌کرد، می‌نوشت. چارلز در طول سال‌ها سی دفترچه از مشاهدات خود نوشت و مری را «دل عزیزم» می‌نامید. او در دهه‌های ۱۶۵۰ و ۱۶۶۰ به یک نقاش پرتره نیمه حرفه‌ای تبدیل شد و از خانه‌اش کار می‌کرد، ابتدا در کاونت گاردن و سپس در خیابان فلیت در لندن. در زمانی که در کاونت گاردن زندگی می‌کرد، مری بیل همسایه نزدیک به هنرمند جوآن کارلایل بود.

### آموزش
مری بیل هیچ‌گونه آموزش رسمی از یک آکادمی دریافت نکرده بود، هیچ ارتباطی با انجمن هنرمندان نداشت و هیچ‌گونه حمایت سلطنتی یا درباری نداشت. او از پدرش آموزش انسانی دریافت کرد، در دوران کودکی در سافوک، پدرش با هنرمندان بریتانیایی معاصری چون سر ناتانیل بیکن، رابرت واکر و سر پیتر للی دوست بود که باعث شد هر دو، یعنی رابرت واکر و پیتر للی، «مربی‌های احتمالی طراحی برای مری جوان» باشند. زمان دقیق آشنایی مری با للی بحث‌برانگیز است و یکی از نظریه‌ها این است که آن‌ها پیش از ازدواج مری با چارلز یکدیگر را ملاقات کرده‌اند، زمانی که مری در سافوک زندگی می‌کرد. نظریه دیگر این است که آن‌ها در حدود سال‌های ۱۶۵۵ یا ۱۶۵۶ که مری و چارلز به کاونت گاردن در لندن نقل‌مکان کردند و همسایه للی شدند، یکدیگر را ملاقات کردند.
در اسناد دقیقی که چارلز بیل از تمرینات همسرش نگه می‌داشت، ذکر شده که للی گاهی به خانه بیل‌ها می‌آمد تا کارهای مری را مشاهده کرده و آن‌ها را تحسین کند. دوستی آن‌ها باعث شد که للی برخی از آثار استادان قدیمی خود را به بیل و خانواده‌اش قرض بدهد تا از آن‌ها کپی کنند. بیل‌ها پرتره‌هایی از للی سفارش دادند، از جمله پرتره‌هایی از خودشان و دوستانشان. هم‌دوره نزدیک او جورج ورتو (۱۶۸۴–۱۷۵۶) گزارش داده که پرتره‌های للی از مری و خانواده‌اش در سال ۱۶۶۱ در خانه آن‌ها در هند کورت به نمایش گذاشته شده بود.

### نوشتارها
در سال ۱۶۶۳، مری بیل کتابی به نام Observations نوشت که دستورالعملی برای نقاشی زردآلو با استفاده از رنگ روغن بود. این اثر یکی از نخستین نوشته‌ها در زمینه آموزش نقاشی روغن در انگلستان توسط یک هنرمند از هر دو جنسیت به‌شمار می‌آید. این اثر هرگز به‌طور مستقل چاپ نشد، اما محققان معتقدند که نسخه‌های دستی آن توزیع شده است. این اثر در دفتری که نوشته‌های چارلز بیل در آن جمع‌آوری شده بود پیدا شد، ولی به‌طور کامل توسط مری نوشته شده بود، که هِلن دراپر آن را «نمونه‌ای منحصربه‌فرد از همکاری زن و شوهر در تاریخ ادبیات فنی نقاشی» می‌داند.
مری بیل همچنین یک دست‌نوشته به نام Discourse on Friendship در سال ۱۶۶۶ و چهار شعر در سال ۱۶۶۷ نوشت.

### تجارت نقاشی
پدر مری، که یک هنرمند آماتور بود، هزینه‌های آموزش عمومی او را تأمین کرد که احتمالاً شامل دوره‌های نقاشی و طراحی نیز بوده است. ممکن است این‌طور تصور شود که افرادی که به خانه یک زن وارد می‌شوند برای معاملات تجاری، تصویری ناپاک از او به نمایش می‌گذارند. زمانی که مری در دهه ۱۶۷۰ شروع به نقاشی برای پول کرد، با دقت انتخاب می‌کرد که چه کسانی را نقاشی کند و از ستایش دوستان خود برای ساختن شهرتی خوب به‌عنوان یک نقاش استفاده می‌کرد. برخی از این افراد شامل هنریتا ماریا و جان تیلتسون، کشیشی از کلیسای سنت جیمز، دوست نزدیک مری بیل بودند که در نهایت به اسقف اعظم کانتربری تبدیل شد. ممکن است ارتباط مری با پدرش، جان، که کشیش بود یا ارتباط نزدیک او با تیلتسون، کشیش‌های کلیسای سنت جیمز را به‌عنوان مشتریان ثابت حفظ کرده باشد. ارتباط مری با تیلتسون و همچنین ازدواج پیوریتنی او با چارلز به نفع او در ساختن شهرت خوبش بود. مری بیل معمولاً پنج پوند برای نقاشی یک چهره و ده پوند برای نیم‌تنه نقاشی‌های روغنی دریافت می‌کرد. او سالانه حدود دویست پوند درآمد داشت و ده درصد از درآمدش را به خیریه می‌داد. این درآمد برای تأمین زندگی خانواده‌اش کافی بود و او این کار را انجام می‌داد. واسل و جفری معتقدند که واقعاً شگفت‌انگیز است که مری بیل مسئول تأمین معاش خانواده بوده است. از سال ۱۶۸۱ به بعد، سفارش‌ها مری شروع به کاهش یافتن کرد.
در سال ۱۶۸۱، مری بیل دو دانش‌آموز به نام‌های کیتی تریوش و آقای مور را به کار گرفت که در استودیوی او کار می‌کردند. در سال ۱۶۹۱، سارا هادلی از یورکشایر به عنوان دانش‌آموز دیگری به مری پیوست. سارا ویژگی‌ها و رفتارهای مشابهی با مری داشت.

#### چهره‌های برجسته

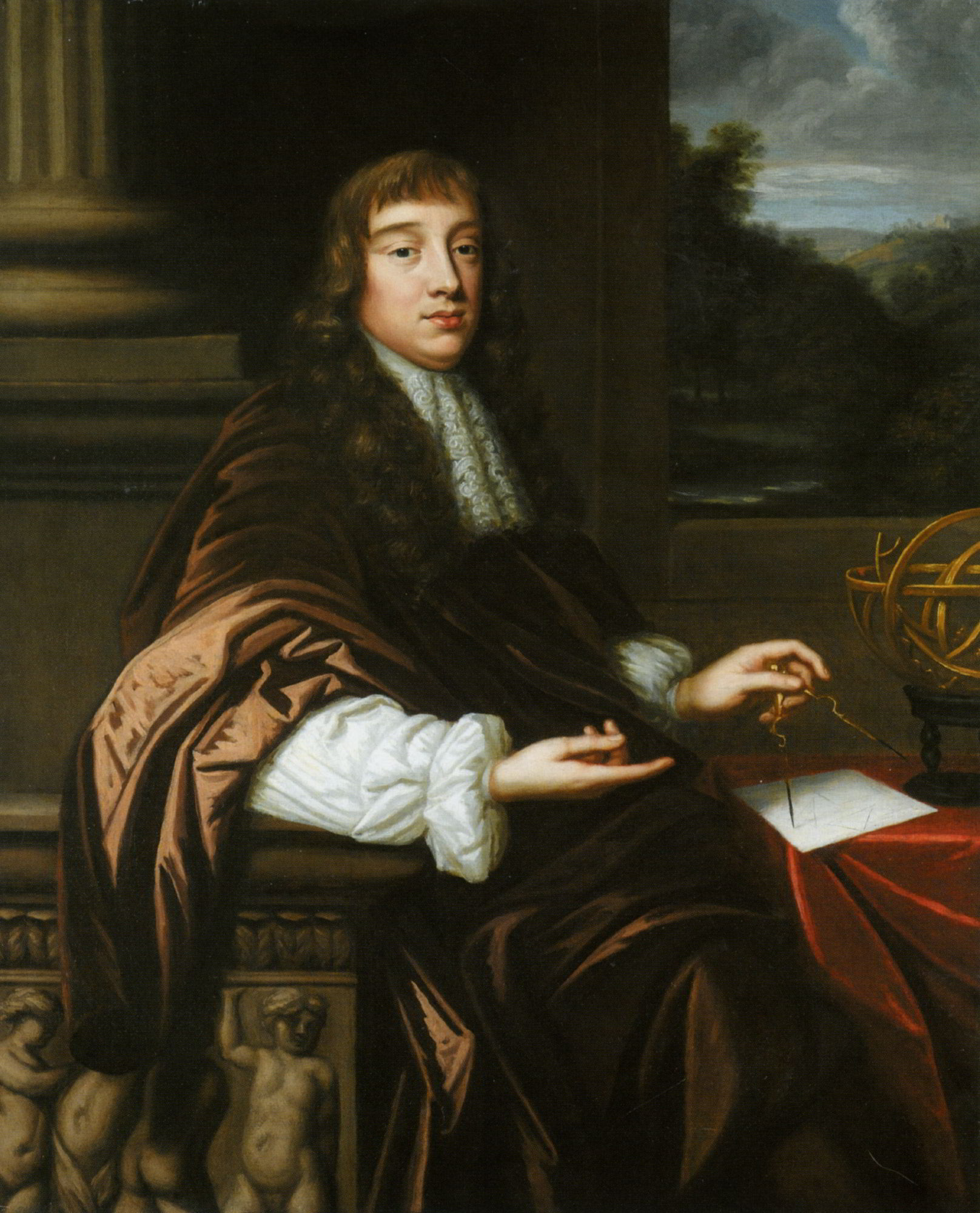
پرتره‌ای از یک ریاضیدان (c. 1680 - هویت سوژه مشخص نیست، اما گمان می‌رود که مربوط به رابرت هوک باشد، ولی همچنین ممکن است آیزاک بارو باشد

کشیش برجسته انجلیکن،  جان تیلتسون (۱۶۳۰–۱۶۹۴)، بارها به عنوان مدل برای نقاشی‌های مری بیل انتخاب شد. او پنج بار در سال‌های ۱۶۶۴، ۱۶۷۲، ۱۶۷۷، ۱۶۸۱ و ۱۶۸۷ توسط او نقاشی شد.  تیلتسون با خانواده کرامول ارتباط داشت، زیرا در سال ۱۶۶۴ با خواهرزاده الیور کرامول، الیزابت، ازدواج کرد. الیزابت دوست نزدیک مری بود و یکی از افرادی بود که نوشتار «گفتار در دوستی» او را دریافت کرد. بیل‌ها در سال ۱۶۷۲ یک پرتره از  تیلتسون را توسط سر پیتر للی برای خود سفارش دادند.
سرهنگ سلطنت‌طلب گایلز استرانگویز (۱۶۱۵–۱۶۷۵) از طرفداران نقاشی‌های مری بیل بود و یکی از حامیان مهم او به‌شمار می‌آمد. استرانگویز در جنگ داخلی انگلیس برای چارلز یکم جنگید و همچنین در فرار مخفیانه چارلز دوم به تبعید در سال ۱۶۵۱ و بازگشت او در ۱۶۶۰ نقش داشت. مری به درخواست استرانگویز پرتره‌ای از او و همچنین از همسرش، پسرش و دخترش در دهه ۱۶۷۰ نقاشی کرد.
نجیب‌زاده هنری کاوندیش (۱۶۳۰–۱۶۹۱) دیگر شخصیت مهمی بود که برای مری بیل به عنوان مدل کار کرد. او در سال ۱۶۷۶ به دوک دوم نیو کسل تبدیل شد و او و دوشس‌اش فرانسیس (متولد پیربونت) مشتریان ثابت مری بودند و در سال ۱۶۷۷ پرتره‌های خود را از او سفارش دادند. دوک و دوشس از طریق پدر فرانسیس، ویلیام پیربونت (۱۶۰۷–۱۶۷۸) با آثار مری آشنا شدند که خود پرتره‌ای از ویلیام پیربونت نیز در حدود ۱۶۷۰ توسط مری کشیده شد. ویلیام پیربونت حامی اولیور کرامول در جنگ داخلی انگلستان بود و همچنان مخالف بازگشت دودمان استوارت باقی ماند.

## فرزندان بیل

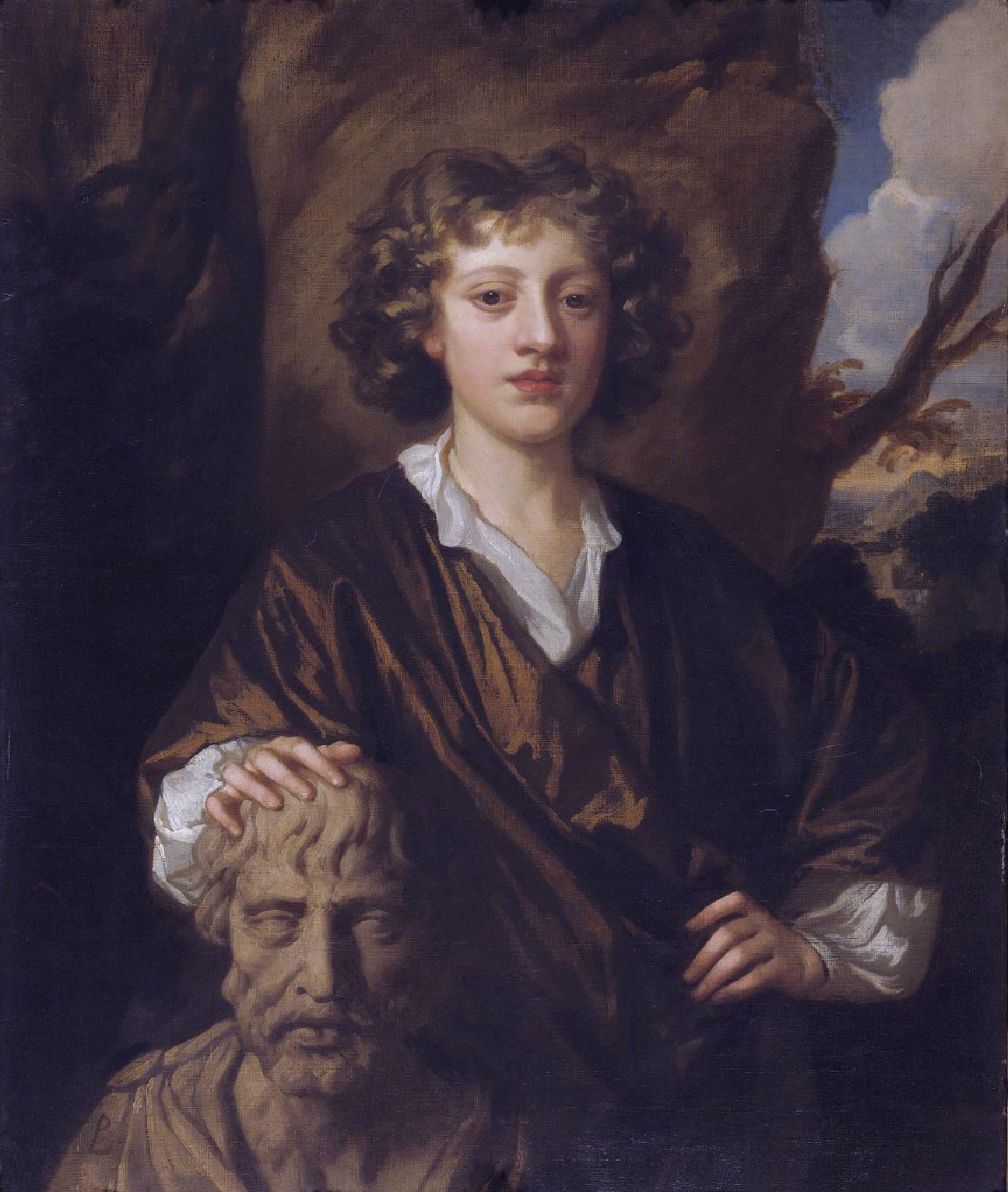
پسر او، بارثولومیو بیل (۱۶۵۶–۱۷۰۹)، توسط پیتر لیلی، c. 1670

چارلز و بارثولومیو بیل در دوران کودکی به کمک در استودیو می‌پرداختند و پرده‌ها را نقاشی می‌کردند و بیضی‌ها را تراش می‌دادند. این بیضی‌ها بخش حیاتی در پرتره‌های چهره مری بیل بودند. چارلز بیل جوان، که به نام پدرش نام‌گذاری شده بود، استعداد زیادی در نقاشی نشان داد و در ۵ مارس ۱۶۷۷ به تحصیل نقاشی مینیاتور پرداخت. او از سال ۱۶۷۹ تا ۱۶۸۸ به نقاشی مینیاتور مجسمه‌ها پرداخت، تا اینکه بینایی‌اش شروع به ضعیف شدن کرد. از آن پس، او به نقاشی پرتره‌های تمام‌نما پرداخت. بارثولومیو بیل، پسر دوم، ابتدا به نقاشی پرداخته بود اما بعدها به پزشکی روی آورد. در سال ۱۶۸۰، او در کلیر هال، کمبریج تحصیل کرد و در سال ۱۶۸۲ مدرک MB خود را دریافت کرد. بارثولومیو سپس مطب پزشکی خود را در یک ملک کوچک در کاونتری که پدرش مالک آن بود راه‌اندازی کرد.

## سبک

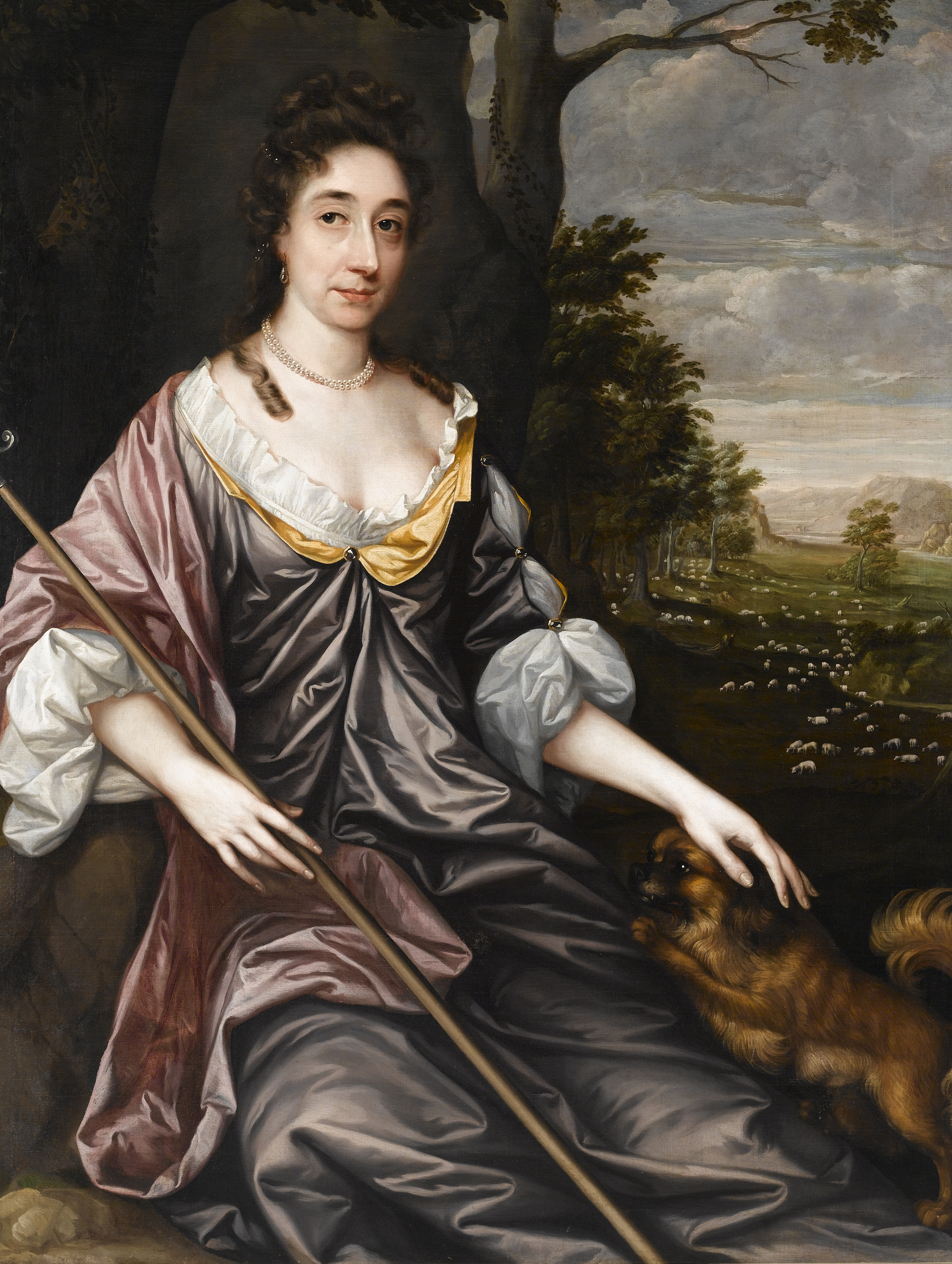
پرتره‌ای از یک خانم به نام خانم واکی از آلفینگتون (۱۶۷۵–۱۶۸۰)

سبکی که مری بیل در آن نقاشی می‌کرد، باروک بود. هنر باروک سبکی در مجسمه‌سازی، نقاشی، موسیقی و معماری بود که از اوایل قرن ۱۷ تا اواسط قرن ۱۸ در اروپا رواج داشت. هنر باروک با استفاده از نور و سایه، نمایش حرکت و استفاده از رنگ‌های غنی مشخص می‌شود، که همگی به‌منظور ایجاد احساس عظمت و شگفتی به کار می‌روند. به‌ویژه پرتره‌های باروک برای رنگ‌های غنی، کنتراست‌های نوری و توجه به جزئیات پارچه معروف هستند.
نقاشی‌های مری بیل اغلب به‌عنوان قدرتمند و مردانه توصیف می‌شوند. (اینکه یک زن را به دلیل آثارش مردانه خطاب کنند، معمول بود) رنگ‌ها به‌عنوان خالص، شیرین، طبیعی، شفاف و تازه توصیف می‌شوند، اگرچه برخی از منتقدان رنگ‌آمیزی او را سنگین و خشک می‌بینند. به‌دلیل کپی‌برداری از آثار ایتالیایی به‌عنوان تمرین، گفته می‌شود که مری بیل حسی ایتالیایی و سبک به دست آورده است. به‌گفته برخی، معدود افرادی می‌توانند با رنگ، قدرت، قوت یا زندگی او رقابت کنند. پیتر لیلی از آثار مری بیل تحسین کرد و گفت که او با بدنی شگفت‌انگیز از رنگ‌ها کار می‌کرد و بسیار پرکار بود. دیگران آثار او را سنگین و خشک نقد کردند. چهل سال پس از مرگ او، زمانی که برای تحقیق تاریخ هنر بریتانیا به آثار او پرداخته شد، ورتو از کار او تمجید کرد و گفت خانم مری بیل بسیار خوب در رنگ روغن نقاشی می‌کرد و با بدن شگفت‌انگیزی از رنگ‌ها کار می‌کرد.

## نمایش مدرن
برخی از آثار او در موزه خانه در لندن به نمایش گذاشته شده است، هرچند بزرگ‌ترین مجموعه عمومی آثار او در بری سنت ادموندز، در سافولک قرار دارد. بیل در سال ۱۹۷۵ موضوع یک نمایشگاه انفرادی در (آن زمان) موزه گفری (که اکنون به موزه خانه تغییر نام داده است) قرار گرفت که در سال بعد به گالری هنر تاونر در ایست‌بورن منتقل شد. اخیراً (تابستان ۲۰۲۴)، آثار او در نمایشگاه میوه‌های دوستی در گالری فیلیپ مود در پال مال به نمایش درآمد، خیابانی که او در آن زندگی کرده و در آنجا درگذشت.

### بیشتر
- Clayton, Ellen C. (1876). English Female Artists. Vol. 1. London: Tinsley Brothers. pp. 40–53.
- Dabbs, Julia Kathleen (2009). Life stories of women artists, 1550–1800: an anthology. Farnham, England: Ashgate. ISBN 978-0-7546-5431-5. OCLC 317824669.
- Draper, Helen (2012). "Her Painting of Apricots': the invisibility of Mary Beale (1633–1699)". Forum for Modern Language Studies. Oxford University Press Academic Journals. 48 (4): 389–405. doi:10.1093/fmls/cqs023. [online, free to view]..
- Draper, Helen (2015). "Mary Beale and Art's lost laborers: women Painter Stainers'". Early Modern Women. 10 (1): 141–151. doi:10.1353/emw.2015.0006. JSTOR 26431363.
- Griffing, Lawrence R. (2020). "The lost portrait of Robert Hooke?". Journal of Microscopy. 278 (3): 114–122. doi:10.1111/jmi.12828. PMID 31497878. S2CID 202003003.
- Griffing, Lawrence R. (2021). "Comments on Dr Whittaker's letter and the article". Journal of Microscopy. 282 (2): 191–192. doi:10.1111/jmi.12993. PMID 33438230.
- Hunting, Penelope (2019). My dearest heart: the artist Mary Beale (1633-1699). Bendor Grosvenor. London: Unicorn. ISBN 978-1-912690-08-4. OCLC 1057291032.
- Morrill, Rebecca; Wright, Karen; Elderton, Louisa, eds. (2019). Great Women Artists. Phaidon Press. ISBN 978-0-7148-7877-5. OCLC 1099690505.

- Millar, Oliver (2000). "Mary Beale". Burlington Magazine. Vol. 142, no. 1162. London. pp. 48–49. JSTOR 888781.
- Page, William, ed. (1927). "Parishes: Walton". A History of the County of Buckingham. Victoria History of the Counties of England. Vol. 4. London: Constable & Co. Ltd. pp. 485–489.
- Reeve, Christopher (2008). "Beale [nee Cradock], Mary (bap. 1633, d. 1699), portrait painter physician". Oxford Dictionary of National Biography. Oxford Dictionary of National Biography (online ed.). Oxford University Press. doi:10.1093/ref:odnb/1803. (Subscription or UK public library membership required.)
- Toynbee, Margaret; Isham, Gyles (1954). "Joan Carlile (1606?–1679) – An Identification". The Burlington Magazine. Vol. 96, no. 618. pp. 275–274. ISSN 0007-6287. JSTOR 871403.
- Walsh, Elizabeth (1948). "Mary Beale". Burlington Magazine. Vol. 90, no. 544. p. 209. JSTOR 869707.
- Walshe, Elizabeth; Jeffree, Richard (1975), "The Excellent Mrs Mary Beale", exhibition catalogue, 13 October-21 December 1975, Geffrye Museum, London; 10 January-21 February 1976, Towner Art Gallery, Eastbourne. Introduction by Sir Oliver Millar and special contributions by Margaret Toynbee and Richard Sword], London: Inner London Education Authority
- Whittaker, Christopher A. (2021). "Unconvincing evidence that Beale's Mathematician is Robert Hooke". Journal of Microscopy. 282 (2): 189–190. doi:10.1111/jmi.12987. ISSN 0022-2720. PMID 33231292. S2CID 227159587.
- Ziegler, Georgianna (2021). "My Dearest Heart: The Artist Mary Beale (1633–1699) Penelope Hunting. London Unicorn 2019 ; ISBN 978-1-912690-08-4". Early Modern Women. Chicago: University of Chicago Press. 16 (1): 176–179. doi:10.1086/715619. ISSN 1933-0065. S2CID 244187564. (Book review)

## مطالعه بیشتر
- Barber, Tabitha (1999), "Mary Beale (1632/3-1699): portrait of a seventeenth-century painter, her family and her studio", exhibition catalogue, 21 September 1999 to 30 January 2000, Geffrye Museum, London, London: Geffrye Museum Trust
- Draper, Helen (2016). "6. Mary Beale (1633–1699) and her objects of affection".  In Watson, Gemma; Smith, Robert F. W. (eds.). Writing the Lives of People and Things, AD 500–1700: a multi-disciplinary future for biography. Farnham: Ashgate. pp. 115–141.
- Gaze, Delia (1997). "Beale, Mary". Dictionary of women artists. Vol. 1. London: Routledge. pp. 224–26.
- Graves, Robert Edmund (1885–1900). "Beale, Mary". Dictionary of National Biography. Vol. 4. London: Smith, Elder & Co.
- Hendra, Lawrence; Smith, Ellie, eds. (2024). Fruit of Friendship: Portraits by Mary Beale. London: Paul Holberton Publishing. ISBN 978-1-913645-74-8.
- Jeffree, Richard. Beale, Mary (in 'Beale family'). Grove Art / Oxford Art Online. Oxford University Press. doi:10.1093/gao/9781884446054.article.T007105. ISBN 978-1-884446-05-4.
- Reeve, Christopher (1994), "Mrs Mary Beale Paintress 1633–1699", a catalogue of the paintings bequeathed by Richard Jeffree, together with other paintings by Mary Beale in the collections of St Edmundsbury Borough Council, Bury St Edmunds: Manor House Museum